# John Spencer-Churchill, Duce de Marlborough

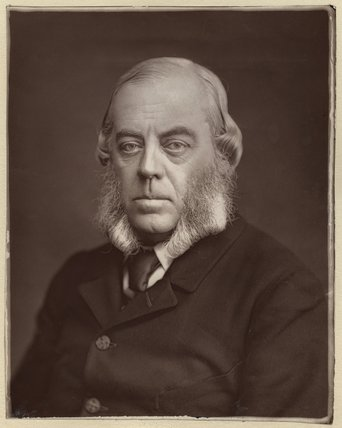
John Spencer-Churchill, Duce de Marlborough

John Winston Spencer-Churchill, al 7-lea Duce de Marlborough (2 iunie 1822 – 4 iulie 1883), numit Conte de Sunderland din 1822 până în  1840 și Marchiz de Blandford între 1840 și 1857, a fost nobil britanic și om de stat. A fost bunicul patern al prim-ministrului Sir Winston Churchill.

## Biografie

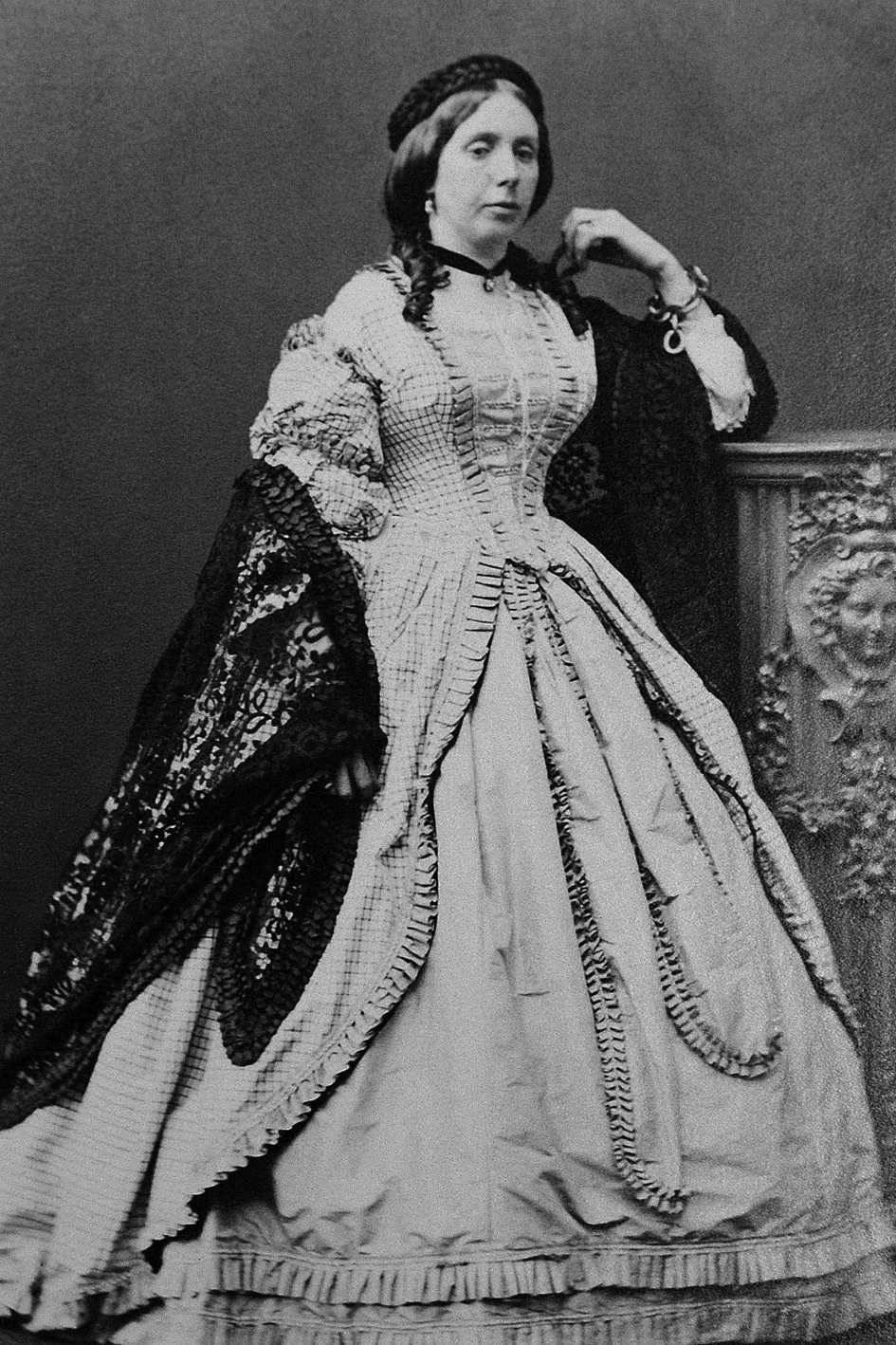
Ducesa de Marlborough

Marlborough s-a născut la Garboldisham Hall, Norfolk,  și a fost fiul cel mare al lui George Spencer-Churchill, al 6-lea Duce de Marlborough și a soției acestuia, Lady Jane Stewart, fiica amiralului George Stewart, al 8-lea Conte de Galloway. A fost educat la Colegiul Eton și Oriel College, Oxford.
Marlborough a fost membru al Parlamentului pentru Woodstock din 1844 până în 1845 și din nou din 1847 până în 1857, când i-a succedat tatălui său ca Duce și a intrat în Camera Lorzilor.
La 12 iulie 1843, Marlborough s-a căsătorit cu Lady Frances Anne Emily Vane (15 aprilie 1822 – 16 aprilie 1899), fiica cea mare a celui de-al 3-lea marchiz de Londonderry. Cuplul a avut 11 copii:
- George Spencer-Churchill, al 8-lea Duce de Marlborough (13 mai 1844 – 9 noiembrie 1892)
- Lord Frederick John Winston Spencer-Churchill (2 februarie 1846 – 5 august 1850)
- Lady Cornelia Henrietta Maria Spencer-Churchill (17 septembrie 1847 – 22 ianuarie 1927), căsătorită la 25 mai 1868 cu Ivor Bertie Guest, Baron Wimborne; a avut copii.
- Lady Rosamund Jane Frances Spencer-Churchill (d. 3 decembrie 1920), căsătorită la 12 iulie 1877 cu William Fellowes, al 2-lea Baron de Ramsey; a avut copii.
- Lord Randolph Henry Spencer-Churchill (13 februarie 1849 – 24 ianuarie 1895), căsătorit la 15 aprilie 1874 cu Jennie Jerome. A fost tatăl lui Sir Winston Churchill și John Strange Spencer-Churchill.
- Lady Fanny Octavia Louise Spencer-Churchill (29 ianuarie 1853 – 5 august 1904), căsătorită la 9 iunie 1873 cu Edward Marjoribanks, al 2-lea Baron Tweedmouth;  a avut copii.
- Lady Anne Emily Spencer-Churchill (14 noiembrie 1854 – 20 iunie 1923), căsătorită la 11 iunie 1874 cu James Innes-Ker, al 7-lea Duce de Roxburghe; a avut copii.
- Lord Charles Ashley Spencer-Churchill (1856 – 11 martie 1858)
- Lord Augustus Robert Spencer-Churchill (4 iulie 1858 – 12 mai 1859)
- Lady Georgiana Elizabeth Spencer-Churchill (14 mai 1860 – 9 februarie 1906), căsătorită la 4 iunie 1883 cu Richard Curzon, al 4-lea Conte Howe; a avut copii.
- Lady Sarah Isabella Augusta Spencer-Churchill (1865 – 22 octombrie 1929), corespondentă de război în timpul Războiului Burilor; s-a căsătorit la 21 noiembrie 1891 cu Gordon Chesney Wilson

Marlborough a murit la 4 iulie 1883, la vârsta de 61 de ani, și a fost succedat de fiul cel mare, George. Soția lui a murit 16 ani mai târziu, la 16 aprilie 1899, la vârsta de 77 de ani.
1. ↑  John Winston Spencer-Churchill, Genealogics
2. 1 2 3 4 5 6 7 8 9 10 11 12 13 14  Kindred Britain
3. 1 2 3 4 5 6  The Peerage
4. 1 2  Hansard 1803–2005
5. ↑   (PDF) https://assets.parliament.uk/Journals/HCJ_volume_100.pdf Lipsește sau este vid: |title= (ajutor)